# Municipio de Stavanger
El municipio de Stavanger (en inglés: Stavanger Township) es un municipio ubicado en el condado de Traill en el estado estadounidense de Dakota del Norte. En el año 2010 tenía una población de 110 habitantes y una densidad poblacional de 1,17 personas por km².

## Geografía
El municipio de Stavanger se encuentra ubicado en las coordenadas 47°37′43″N 97°1′37″O / 47.62861, -97.02694. Según la Oficina del Censo de los Estados Unidos, el municipio tiene una superficie total de 93.76 km², de la cual 93,76 km² corresponden a tierra firme y (0 %) 0 km² es agua.

## Demografía
Según el censo de 2010, había 110 personas residiendo en el municipio de Stavanger. La densidad de población era de 1,17 hab./km². De los 110 habitantes, el municipio de Stavanger estaba compuesto por el 100 % blancos. Del total de la población el 0 % eran hispanos o latinos de cualquier raza.